# Trypauchen vagina
Trypauchen vagina är en fiskart som först beskrevs av Bloch och Schneider, 1801.  Trypauchen vagina ingår i släktet Trypauchen och familjen smörbultsfiskar. Inga underarter finns listade i Catalogue of Life.